# 磁歪
磁歪（じわい）あるいは磁気ひずみ（じき-）は、強磁性体の特性であり、強磁性体に磁場を印加し磁化させると形状にひずみ（歪、形状変化）が現れる現象である。印加された磁場による材料の磁化の変化は、飽和値λに達するまで磁歪歪みを変化させる。
この現象は1842年にジェームズ・プレスコット・ジュールにより、鉄で現れることが発見された。
まれに彼の名を冠して磁気ジュール現象、ジュール効果ともよばれる（ただし一般的な呼称ではない）。
この効果は影響を受けやすい強磁性体コアに摩擦加熱によるエネルギー損失を引き起こす。 また、同様に変圧器などのコイル鳴きを引き起こす。形状変化の振動を利用し、磁歪振動子が作られ、魚群探知機や超音波洗浄機などに利用されている。
本効果とは逆に、張力や圧力を加えることによって磁化の強さが変化することをビラリ現象(逆磁歪効果)と呼び、円筒状の強磁性体に円形および縦の磁界を同時に加えるとねじれを起こす現象をウィーデマン効果、また円形磁界をかけた状態で円筒状の強磁性体をねじると縦方向の磁化の強さが変化する現象を逆ウィーデマン効果と呼ぶ。

## 説明
内部的には、強磁性材料は磁区に分割された構造を有し、それぞれが均一な磁気分極の領域である。 磁場が印加されると、磁区の境界が移動し、磁区が回転する。 これらの効果の両方により、材料の寸法が変化する。 材料の磁区の変化が材料寸法の変化をもたらす理由は、結晶材料を一方向に磁化するにはより多くのエネルギーを必要とする結晶磁気異方性の結果である。
磁界が磁化容易軸に対してある角度で材料に印加される場合、材料は構造を再配列する傾向があり、磁化容易軸が磁場と整列してシステムの自由エネルギーを最小にする。 異なる結晶方向が異なる長さに関わるので、この効果は材料に磁歪を引き起こす。